# Internet en Honduras
El acceso a internet ha avanzado de forma progresiva en Honduras desde principios de los años 1990, utilizando cables submarinos y conexiones satelitales. Al tercer trimestre del año 2016, Honduras registraba que el número de usuarios de Internet por cada 100 hondureños alcanzó el 27.1 durante 2015, lo que equivale a que cada 27 habitantes de 100 acceden a la web.

## Años 1990
Decenas de empresas comenzaron a brindar el servicio de internet desde inicios de la década de 1990 principalmente por medio del módem telefónico, con velocidades de 56 kbit/s en adelante, a un costo de 25 US $ por mes de conexión mientras que los minutos de uso del teléfono se pagaba a Hondutel como llamada local. A finales de los años noventa el servicio se expandió y abarató, prestándose por muchos medios de comunicación, por medio de telefonía fija, telefonía móvil, cable o satelital existen en Honduras desde hace más de una década.

## Cables submarinos
Desde 1993 Honduras ha contado con el uso de varios cables submarinos para brindar un mayor ancho de banda a su población, entre ellos están:
- Columbus II
- Americas I
- y el cable TPC-5CN con una capacidad para más de 5 GB/s,

En 1994 se sustituyeron los sistemas CPR por los nuevos sistemas digitales SPX-2000.
Seguidamente Honduras se conectó mediante los siguientes cables:
- El cable Honduras-Japón TPC-5,
- El cable México-Honduras-Panamá Maya 1[2] que tiene un ancho de banda de 82.5 Gbit/s.
- El cable ARCOS-1, se instaló en 2001 y tiene un ancho de banda de 960 Gbit/s. Tiene conexiones en Puerto Cortés, Trujillo y Tulum.

## Banda ancha
El ancho de banda que se brinda en Honduras es de velocidad alrededor de 5 MB/s por US$27. en comparación a otros países más desarrollados, como Japón donde 1 Gbit/s cuesta menos de 50 US $, Corea del Sur donde la velocidad promedio es 50 Mbit/s (cada Mbit/s cuesta 45 centavos US $ al mes) o Chile donde 1 Mbit/s cuesta 40 $ al mes.
La velocidad promedio es de 1 Mbit/s (125 kB/s) por un costo de 48 US $, por lo general en paquetes (todo incluido) que incluyen: Cable para uno o más televisores, telefonía, etc.

### Internet por cable
Internet por cable es la forma de conexión más común en Honduras, muchas empresas que brindan este servicio, entre ellas están:
- GOZFLY S.A
- Tigo (Anteriormente llamada Amnet)
- Grupo Broadband S.A
- Cable Color
- Grupo Best Cable Honduras (Israel Bú)
- Multicable de Honduras
- Olancho Net S de R L
- Claro
- Cable Satélite
- Airnetwork S. de RL.
- Ultranet S. de R.L
- Telcom S.A
- AsiNetwork
- Nube Redes.
- Compu+
- Onda Network S de RL

### Internet Inalámbrico
El Internet Inalámbrico es la segunda mejor opción en el país, de las cuales la principal empresa es: 
- INCOM Comunicaciones
- Inversiones e Innovaciones Tecnológicas(!NTECNO)
- Airnetwork S. de RL.
- Olancho Net S de R L (Olancho)
- Telcom S.A

### Internet móvil
Varias empresas ofrecen el servicio de internet móvil, como Claro, Tigo, etc. En 2011 Tigo y Amnet fusionan sus marcas para pasar a ser Tigo.

## Cibercafés
Los cibercafés han aumentado desde hace unos diez años, hoy en día hay decenas de ellos en cada colonia o barrio, de esta forma quienes no tienen computadoras o internet pueden acceder a la red por un costo de entre 12 lempiras equivalente a $0.65 dólares por la hora, por lo general a un ancho de banda de unos 2 Mbit/s.

## Medios de comunicación
Internet ha permitido a varios medios nacionales trascender fronteras, varias estaciones de radio y televisión nacionales son transmitidos también hacia todo el planeta mediante streaming, entre ellos, varios diarios, radios y canales de televisión.

### Televisión por internet
Varios canales de televisión en el país ofrecen vía streaming la sintonía gratuita de sus canales para ser captados en cualquier parte del mundo mediante la internet, entre ellos; Televisión Educativa Nacional, Telered 21, Cholusat Sur, Sulavision, entre otros.

### Radio por internet
Más de sesenta estaciones de radio hondureñas tienen presencia en Internet, sus estaciones se ubican en varios departamentos de Honduras, en la costa norte, Islas de la Bahía, zona central, zona sur y zona oriental. Transmiten contenido para todo tipo de público: música, deporte, noticias, cuentos, etc.